# Yawalapiti
De Yawalapiti zijn een inheemse stam in het Amazonegebied van Brazilië. De naam wordt ook gespeld Yawalapiti, en Iaualapiti in het Portugees. Het huidige dorp Yawalapiti ligt meer naar het zuiden, tussen de Tuatuari en Kuluene rivier. Ze spreken een Arawaktaal en hebben een bevolking van 237 zielen in 2010 en 262 in 2014, een stijging van het dieptepunt van 25 in 1954. 
De wijze van leven van deze vier Xingu-stammen lijkt veel op elkaar, ondanks de verschillende talen.  Hun dorpen zijn gelegen rond het Meer van Ipavu, dat is zes kilometer van de Kuluene rivier.
Typische Boven Xingu-kenmerken: het Yawalapiti-dorp is rond van vorm en heeft gemeenschappelijke huizen rond een plein (uikúka) vrijgemaakt van vegetatie. In het midden van het plein is het mannenhuis: het wordt alleen bezocht door de mannen en de heilige fluiten worden daar opgeslagen en bespeeld. Het is in dit huis, of op zijn oevers in de buurt, dat de mannen samenkomen om te praten in de schemering en waar ze zichzelf beschilderen voor hun ceremonies.  
Het mannenhuis is vergelijkbaar met de woonhuizen. Het heeft slechts een of twee deuren, altijd kleiner dan die van woningen. De fluiten zijn opgehangen aan de balken en tijdens de dag kunnen ze alleen worden afgespeeld in het interieur van het huis, 's nachts (nadat de vrouwen hebben gerust) kunnen de mannen op de fluiten spelen in de patio. Het Kuarup- of Quarup-ritueel wordt uitgevoerd ter ere van de overleden stamleden en het wordt gehouden met naburige stammen.  
Het eerste historische contact tussen de Yawalapiti en Europeanen vond plaats in 1887, toen zij werden bezocht door Karl von den Steinens expeditie. In deze periode werden ze gelokaliseerd in de bovenloop van de Tuatuari rivier, in een gebied tussen de lagunes en modderpoelen die door de Yawalapiti een kleine boerderij worden genoemd.  De Duitse antropoloog kwam onder de indruk van deze inheemsen, van hun armoede en onvermogen om voldoende voedsel aan te bieden aan bezoekers.
Momenteel zijn de bewoners van dit inheems volk erg bezorgd over de plannen om de langs hun gebied stromende rivier af te dammen. De Belo Monte Stuwdam is de voorgestelde waterkrachtcentrale aan de rivier Xingu in de staat Pará, in het midden van het Amazoneregenwoud. De inheemsen uit de regio vechten al tientallen jaren tegen de bouw van deze en andere dammen. In 1990 werd van het project afgezien door de vele protesten er tegen, maar de regering zegt dat het nu afgerekend heeft met de impact op het milieu, inclusief het met 90 procent terugbrengen van het onder water lopen van het oerwoud.

## Enkele bekende personen
- Paru Kanato Yawalapiti ( -2001)
- Aritana Yawalapiti (1949-2020)
- Pirakuma Yawalapiti (1955-2015)
- Tapi Yawalapiti (1975-)